# Thricops dianae
Thricops dianae är en tvåvingeart som beskrevs av Savage 2003. Thricops dianae ingår i släktet Thricops och familjen husflugor. Inga underarter finns listade i Catalogue of Life.